# ABA Playoffs 1968
Gli ABA Playoffs 1968 si conclusero con la vittoria dei Pittsburgh Pipers, campioni della Eastern Division (Playoff), che sconfissero i campioni della Western Division (Playoff) i New Orleans Buccaneers.

## Squadre qualificate

### Eastern Division
1. Pittsburgh Pipers
2. Minnesota Muskies
3. Indiana Pacers
4. Kentucky Colonels (vincitrice a tavolino Tiebreaker contro i New Jersey Americans)

### Western Division
1. N.O. Buccaneers
2. Dallas Chaparrals
3. Denver Rockets
4. Houston Mavericks

## Tabellone
|  | Semifinali di Division | Semifinali di Division | Semifinali di Division |                     |                   | Finali di Division  | Finali di Division | Finali di Division |  |  | ABA Finals | ABA Finals | ABA Finals |  |
|  |                        |                        |                        |                     |                   |                     |                    |                    |  |  |            |            |            |  |
|  | 1                      | N.O. Buccaneers *      | 3                      |                     |                   |                     |                    |                    |  |  |            |            |            |  |
|  | 1                      | N.O. Buccaneers *      | 3                      |                     |                   |                     |                    |                    |  |  |            |            |            |  |
|  | 3                      | Denver Rockets         | 2                      |                     |                   |                     |                    |                    |  |  |            |            |            |  |
|  | 3                      | Denver Rockets         | 2                      |                     | 1                 | N.O. Buccaneers *   | 4                  |                    |  |  |            |            |            |  |
|  |                        |                        |                        |                     | 1                 | N.O. Buccaneers *   | 4                  |                    |  |  |            |            |            |  |
|  |                        |                        | 2                      | Dallas Chaparrals   | 1                 |                     |                    |                    |  |  |            |            |            |  |
|  | 4                      | Houston Mavericks      | 2                      | Dallas Chaparrals   | 1                 | 0                   |                    |                    |  |  |            |            |            |  |
|  | 4                      | Houston Mavericks      |                        |                     |                   |                     |                    |                    |  |  |            |            |            |  |
|  | 2                      | Dallas Chaparrals      | 3                      |                     |                   |                     |                    |                    |  |  |            |            |            |  |
|  | 2                      | Dallas Chaparrals      | 3                      |                     | N.O. Buccaneers * | N.O. Buccaneers *   | 3                  |                    |  |  |            |            |            |  |
|  |                        |                        |                        |                     |                   |                     |                    |                    |  |  |            |            |            |  |
|  |                        |                        | Pittsburgh Pipers *    | Pittsburgh Pipers * | 4                 |                     |                    |                    |  |  |            |            |            |  |
|  | 1                      | Pittsburgh Pipers *    | Pittsburgh Pipers *    | Pittsburgh Pipers * | 4                 | 3                   |                    |                    |  |  |            |            |            |  |
|  | 1                      | Pittsburgh Pipers *    |                        |                     |                   |                     |                    |                    |  |  |            |            |            |  |
|  | 3                      | Indiana Pacers         | 0                      |                     |                   |                     |                    |                    |  |  |            |            |            |  |
|  | 3                      | Indiana Pacers         | 0                      |                     | 1                 | Pittsburgh Pipers * | 4                  |                    |  |  |            |            |            |  |
|  |                        |                        |                        |                     | 1                 | Pittsburgh Pipers * | 4                  |                    |  |  |            |            |            |  |
|  |                        |                        | 2                      | Minnesota Muskies   | 1                 |                     |                    |                    |  |  |            |            |            |  |
|  | 4                      | Kentucky Colonels      | 2                      | Minnesota Muskies   | 1                 | 2                   |                    |                    |  |  |            |            |            |  |
|  | 4                      | Kentucky Colonels      |                        |                     |                   |                     |                    |                    |  |  |            |            |            |  |
|  | 2                      | Minnesota Muskies      | 3                      |                     |                   |                     |                    |                    |  |  |            |            |            |  |

Legenda
- * Vincitore Division
- "Grassetto" Vincitore serie
- "Corsivo" Squadra con fattore campo

## Eastern Division

### Semifinali

#### (1) Pittsburgh Pipers - (3) Indiana Pacers
RISULTATO FINALE 3-0
| Pittsburgh 25 marzo 1968 Gara 1                                       | Pittsburgh Pipers | 146 – 127 referto | Indiana Pacers | Pittsburgh Civic Arena |
| C. Hawkins 38 Punti R. Brown 32 T. Washington 20 Rimbalzi R. Brown 12 |                   |                   |                |                        |
|                                                                       |                   |                   |                |                        |
| C. Hawkins 38                                                         | Punti             | R. Brown 32       |                |                        |
| T. Washington 20                                                      | Rimbalzi          | R. Brown 12       |                |                        |

| Pittsburgh 26 marzo 1968 Gara 2                                       | Pittsburgh Pipers | 121 – 108 referto | Indiana Pacers | Pittsburgh Civic Arena |
| A. Heyman 32 Punti F. Lewis 21 T. Washington 15 Rimbalzi O. Darden 16 |                   |                   |                |                        |
|                                                                       |                   |                   |                |                        |
| A. Heyman 32                                                          | Punti             | F. Lewis 21       |                |                        |
| T. Washington 15                                                      | Rimbalzi          | O. Darden 16      |                |                        |

| Indianapolis 27 marzo 1968 Gara 3                                     | Indiana Pacers | 114 – 133 referto | Pittsburgh Pipers | Indiana State Fair Coliseum |
| F. Lewis 32 Punti C. Williams 34 G. Peeples 20 Rimbalzi C. Hawkins 15 |                |                   |                   |                             |
|                                                                       |                |                   |                   |                             |
| F. Lewis 32                                                           | Punti          | C. Williams 34    |                   |                             |
| G. Peeples 20                                                         | Rimbalzi       | C. Hawkins 15     |                   |                             |

PRECEDENTI IN REGULAR SEASON
| Regular Season 1967-68 | Pittsburgh Pipers | 6 – 4 | Indiana Pacers | Referto 1 - Referto 2 - Referto 3 - Referto 4, Referto 5 - Referto 6, Referto 7 - Referto 8 - Referto 9 - Referto 10 |
| Pittsburgh Pipers 83 Indiana Pacers 90 Pittsburgh Pipers 103 Indiana Pacers 117 Pittsburgh Pipers 121 Pittsburgh Pipers 138 Indiana Pacers 113 Indiana Pacers 101 Indiana Pacers 119 Pittsburgh Pipers 100 Punti 100 Indiana Pacers 116 Pittsburgh Pipers 100 Indiana Pacers 122 Pittsburgh Pipers 106 Indiana Pacers 115 Indiana Pacers 99 Pittsburgh Pipers 137 Pittsburgh Pipers 113 Pittsburgh Pipers 113 Indiana Pacers |                   | |                | |
| |                   | |                | |
| Pittsburgh Pipers 83 Indiana Pacers 90 Pittsburgh Pipers 103 Indiana Pacers 117 Pittsburgh Pipers 121 Pittsburgh Pipers 138 Indiana Pacers 113 Indiana Pacers 101 Indiana Pacers 119 Pittsburgh Pipers 100 | Punti             | 100 Indiana Pacers 116 Pittsburgh Pipers 100 Indiana Pacers 122 Pittsburgh Pipers 106 Indiana Pacers 115 Indiana Pacers 99 Pittsburgh Pipers 137 Pittsburgh Pipers 113 Pittsburgh Pipers 113 Indiana Pacers |                | |

PRECEDENTI NEI PLAYOFF
Si è trattata della prima sfida tra le due squadre ai playoff.

#### (2) Minnesota Muskies - (4) Kentucky Colonels
RISULTATO FINALE 3-2
| Bloomington 24 marzo 1968 Gara 1                                                            | Minnesota Muskies | 115 – 102 referto                | Kentucky Colonels | Met Center |
| M. Daniels 44 Punti D. Carrier 29 M. Daniels 15 Rimbalzi D. Carrier , G. Ligon , K. Rhine 8 |                   |                                  |                   |            |
|                                                                                             |                   |                                  |                   |            |
| M. Daniels 44                                                                               | Punti             | D. Carrier 29                    |                   |            |
| M. Daniels 15                                                                               | Rimbalzi          | D. Carrier, G. Ligon, K. Rhine 8 |                   |            |

| Bloomington 26 marzo 1968 Gara 2                                                                           | Minnesota Muskies | 95 – 100 referto | Kentucky Colonels | Met Center |
| D. Freeman 30 Punti L. Dampier 24 D. Freeman , L. Hunter , M. Daniels , S. Smith 8 Rimbalzi J. Caldwell 21 |                   |                  |                   |            |
| |                   |                  |                   |            |
| D. Freeman 30                                                                                              | Punti             | L. Dampier 24    |                   |            |
| D. Freeman, L. Hunter, M. Daniels, S. Smith 8                                                              | Rimbalzi          | J. Caldwell 21   |                   |            |

| Louisville 27 marzo 1968 Gara 3                                      | Kentucky Colonels | 107 – 116 referto | Minnesota Muskies | Louisville Convention Center |
| L. Dampier 32 Punti L. Hunter 38 J. Caldwell 9 Rimbalzi L. Hunter 21 |                   |                   |                   |                              |
|                                                                      |                   |                   |                   |                              |
| L. Dampier 32                                                        | Punti             | L. Hunter 38      |                   |                              |
| J. Caldwell 9                                                        | Rimbalzi          | L. Hunter 21      |                   |                              |

| Louisville 29 marzo 1968 Gara 4                                                 | Kentucky Colonels | 94 – 86 referto         | Minnesota Muskies | Louisville Convention Center |
| D. Carrier 29 Punti S. Smith , M. Daniels 22 G. Ligon 21 Rimbalzi M. Daniels 22 |                   |                         |                   |                              |
|                                                                                 |                   |                         |                   |                              |
| D. Carrier 29                                                                   | Punti             | S. Smith, M. Daniels 22 |                   |                              |
| G. Ligon 21                                                                     | Rimbalzi          | M. Daniels 22           |                   |                              |

| Bloomington 30 marzo 1968 Gara 5                                        | Minnesota Muskies | 114 – 108 referto | Kentucky Colonels | Met Center |
| E. Inniger 33 Punti L. Dampier 33 M. Daniels 19 Rimbalzi J. Caldwell 11 |                   |                   |                   |            |
|                                                                         |                   |                   |                   |            |
| E. Inniger 33                                                           | Punti             | L. Dampier 33     |                   |            |
| M. Daniels 19                                                           | Rimbalzi          | J. Caldwell 11    |                   |            |

PRECEDENTI IN REGULAR SEASON
| Regular Season 1967-68 | Minnesota Muskies | 5 – 5 | Kentucky Colonels | Referto 1 - Referto 2 - Referto 3 - Referto 4, Referto 5 - Referto 6, Referto 7 - Referto 8 - Referto 9 - Referto 10 |
| Minnesota Muskies 96 Minnesota Muskies 94 Kentucky Colonels 92 Minnesota Muskies 125 Kentucky Colonels 113 Kentucky Colonels 107 Minnesota Muskies 120 Kentucky Colonels 120 Kentucky Colonels 95 Minnesota Muskies 102 Punti 104 Kentucky Colonels 81 Kentucky Colonels 106 Minnesota Muskies 75 Kentucky Colonels 94 Minnesota Muskies 103 Minnesota Muskies 97 Kentucky Colonels 84 Minnesota Muskies 86 Minnesota Muskies 93 Kentucky Colonels |                   | |                   | |
| |                   | |                   | |
| Minnesota Muskies 96 Minnesota Muskies 94 Kentucky Colonels 92 Minnesota Muskies 125 Kentucky Colonels 113 Kentucky Colonels 107 Minnesota Muskies 120 Kentucky Colonels 120 Kentucky Colonels 95 Minnesota Muskies 102 | Punti             | 104 Kentucky Colonels 81 Kentucky Colonels 106 Minnesota Muskies 75 Kentucky Colonels 94 Minnesota Muskies 103 Minnesota Muskies 97 Kentucky Colonels 84 Minnesota Muskies 86 Minnesota Muskies 93 Kentucky Colonels |                   | |

PRECEDENTI NEI PLAYOFF
Si è trattata della prima sfida tra le due squadre ai playoff.

### Finale

#### (1) Pittsburgh Pipers - (2) Minnesota Muskies
RISULTATO FINALE 4-1
| Pittsburgh 4 aprile 1968 Gara 1                                       | Pittsburgh Pipers | 125 – 117 referto | Minnesota Muskies | Pittsburgh Civic Arena |
| A. Heyman 34 Punti M. Daniels 28 C. Hawkins 15 Rimbalzi M. Daniels 18 |                   |                   |                   |                        |
|                                                                       |                   |                   |                   |                        |
| A. Heyman 34                                                          | Punti             | M. Daniels 28     |                   |                        |
| C. Hawkins 15                                                         | Rimbalzi          | M. Daniels 18     |                   |                        |

| Pittsburgh 6 aprile 1968 Gara 2                                                                     | Pittsburgh Pipers | 123 – 137 referto        | Minnesota Muskies | Pittsburgh Civic Arena |
| C. Williams , C. Hawkins 27 Punti L. Hunter , M. Daniels 38 T. Washington 35 Rimbalzi M. Daniels 27 |                   |                          |                   |                        |
| |                   |                          |                   |                        |
| C. Williams, C. Hawkins 27                                                                          | Punti             | L. Hunter, M. Daniels 38 |                   |                        |
| T. Washington 35                                                                                    | Rimbalzi          | M. Daniels 27            |                   |                        |

| Bloomington 10 aprile 1968 Gara 3 | Minnesota Muskies | 99 – 107 referto | Pittsburgh Pipers | Met Center |
| L. Hunter 27 Punti C. Hawkins 32  |                   |                  |                   |            |
|                                   |                   |                  |                   |            |
| L. Hunter 27                      | Punti             | C. Hawkins 32    |                   |            |

| Bloomington 13 aprile 1968 Gara 4 | Minnesota Muskies | 108 – 117 referto | Pittsburgh Pipers | Met Center |
| S. Thoren 22 Punti C. Hawkins 38  |                   |                   |                   |            |
|                                   |                   |                   |                   |            |
| S. Thoren 22                      | Punti             | C. Hawkins 38     |                   |            |

| Pittsburgh 14 aprile 1968 Gara 5                                                          | Pittsburgh Pipers | 114 – 105 referto | Minnesota Muskies | Pittsburgh Civic Arena |
| C. Hawkins 24 Punti D. Freeman 23 Assist D. Freeman 11 L. Wright 17 Rimbalzi S. Thoren 13 |                   |                   |                   |                        |
|                                                                                           |                   |                   |                   |                        |
| C. Hawkins 24                                                                             | Punti             | D. Freeman 23     |                   |                        |
|                                                                                           | Assist            | D. Freeman 11     |                   |                        |
| L. Wright 17                                                                              | Rimbalzi          | S. Thoren 13      |                   |                        |

PRECEDENTI IN REGULAR SEASON
| Regular Season 1967-68 | Pittsburgh Pipers | 7 – 4 | Minnesota Muskies | Referto 1 - Referto 2 - Referto 3 - Referto 4, Referto 5 - Referto 6, Referto 7 - Referto 8 - Referto 9 - Referto 10 - Referto 11 |
| Pittsburgh Pipers 86 Pittsburgh Pipers 97 Minnesota Muskies 101 Minnesota Muskies 99 Minnesota Muskies 116 Minnesota Muskies 120 Pittsburgh Pipers 115 Pittsburgh Pipers 121 Minnesota Muskies 114 Minnesota Muskies 115 Pittsburgh Pipers 110 Punti 104 Minnesota Muskies 86 Minnesota Muskies 75 Pittsburgh Pipers 114 Pittsburgh Pipers 121 Pittsburgh Pipers (1 t.s.) 103 Pittsburgh Pipers 107 Minnesota Muskies 112 Minnesota Muskies 95 Pittsburgh Pipers 120 Pittsburgh Pipers 102 Minnesota Muskies |                   | |                   | |
| |                   | |                   | |
| Pittsburgh Pipers 86 Pittsburgh Pipers 97 Minnesota Muskies 101 Minnesota Muskies 99 Minnesota Muskies 116 Minnesota Muskies 120 Pittsburgh Pipers 115 Pittsburgh Pipers 121 Minnesota Muskies 114 Minnesota Muskies 115 Pittsburgh Pipers 110 | Punti             | 104 Minnesota Muskies 86 Minnesota Muskies 75 Pittsburgh Pipers 114 Pittsburgh Pipers 121 Pittsburgh Pipers (1 t.s.) 103 Pittsburgh Pipers 107 Minnesota Muskies 112 Minnesota Muskies 95 Pittsburgh Pipers 120 Pittsburgh Pipers 102 Minnesota Muskies |                   | |

PRECEDENTI NEI PLAYOFF
Si è trattata della prima sfida tra le due squadre ai playoff.

## Western Division

### Semifinali

#### (1) New Orleans Buccaneers - (3) Denver Rockets
RISULTATO FINALE 3-2
| New Orleans 26 marzo 1968 Gara 1 | N.O. Buccaneers | 130 – 104 referto | Denver Rockets | Loyola Field House |
| L. Brown 31 Punti L. Jones 29    |                 |                   |                |                    |
|                                  |                 |                   |                |                    |
| L. Brown 31                      | Punti           | L. Jones 29       |                |                    |

| New Orleans 27 marzo 1968 Gara 2 | N.O. Buccaneers | 105 – 93 referto | Denver Rockets | Loyola Field House |
| J. Jones 22 Punti W. Murrell 21  |                 |                  |                |                    |
|                                  |                 |                  |                |                    |
| J. Jones 22                      | Punti           | W. Murrell 21    |                |                    |

| Denver 30 marzo 1968 Gara 3     | Denver Rockets | 105 – 98 referto | N.O. Buccaneers | Denver Auditorium Arena |
| W. Hightower 28 Punti D. Moe 22 |                |                  |                 |                         |
|                                 |                |                  |                 |                         |
| W. Hightower 28                 | Punti          | D. Moe 22        |                 |                         |

| Denver 31 marzo 1968 Gara 4   | Denver Rockets | 108 – 100 referto | N.O. Buccaneers | Denver Auditorium Arena |
| W. Murrell 28 Punti D. Moe 27 |                |                   |                 |                         |
|                               |                |                   |                 |                         |
| W. Murrell 28                 | Punti          | D. Moe 27         |                 |                         |

| New Orleans 3 aprile 1968 Gara 5 | N.O. Buccaneers | 102 – 97 referto | Denver Rockets | Loyola Field House |
| L. Brown 24 Punti W. Murrell 26  |                 |                  |                |                    |
|                                  |                 |                  |                |                    |
| L. Brown 24                      | Punti           | W. Murrell 26    |                |                    |

PRECEDENTI IN REGULAR SEASON
| Regular Season 1967-68 | N.O. Buccaneers | 5 – 5 | Denver Rockets | Referto 1 - Referto 2 - Referto 3 - Referto 4, Referto 5 - Referto 6, Referto 7 - Referto 8 - Referto 9 - Referto 10 |
| New Orleans Buccaneers 131 New Orleans Buccaneers 107 Denver Rockets 93 Denver Rockets 122 Denver Rockets 126 New Orleans Buccaneers 97 Denver Rockets 100 New Orleans Buccaneers 98 New Orleans Buccaneers 102 Denver Rockets 108 Punti 107 Denver Rockets 90 Denver Rockets 100 New Orleans Buccaneers 107 New Orleans Buccaneers 97 New Orleans Buccaneers 104 Denver Rockets 105 New Orleans Buccaneers 90 Denver Rockets 108 Denver Rockets 101 New Orleans Buccaneers |                 | |                | |
| |                 | |                | |
| New Orleans Buccaneers 131 New Orleans Buccaneers 107 Denver Rockets 93 Denver Rockets 122 Denver Rockets 126 New Orleans Buccaneers 97 Denver Rockets 100 New Orleans Buccaneers 98 New Orleans Buccaneers 102 Denver Rockets 108 | Punti           | 107 Denver Rockets 90 Denver Rockets 100 New Orleans Buccaneers 107 New Orleans Buccaneers 97 New Orleans Buccaneers 104 Denver Rockets 105 New Orleans Buccaneers 90 Denver Rockets 108 Denver Rockets 101 New Orleans Buccaneers |                | |

PRECEDENTI NEI PLAYOFF
Si è trattata della prima sfida tra le due squadre ai playoff.

#### (2) Dallas Chaparrals - (4) Houston Mavericks
RISULTATO FINALE: 3-0
| Dallas 23 marzo 1968 Gara 1        | Dallas Chaparrals | 111 – 110 referto | Houston Mavericks | Dallas Memorial Auditorium |
| J. Beasley 28 Punti W. Somerset 42 |                   |                   |                   |                            |
|                                    |                   |                   |                   |                            |
| J. Beasley 28                      | Punti             | W. Somerset 42    |                   |                            |

| Dallas 25 marzo 1968 Gara 2        | Dallas Chaparrals | 115 – 97 referto | Houston Mavericks | Dallas Memorial Auditorium |
| C. Beasley 27 Punti W. Somerset 40 |                   |                  |                   |                            |
|                                    |                   |                  |                   |                            |
| C. Beasley 27                      | Punti             | W. Somerset 40   |                   |                            |

| Houston 26 marzo 1968 Gara 3     | Houston Mavericks | 103 – 116 referto | Dallas Chaparrals | Sam Houston Coliseum |
| A. Becker 26 Punti J. Beasley 31 |                   |                   |                   |                      |
|                                  |                   |                   |                   |                      |
| A. Becker 26                     | Punti             | J. Beasley 31     |                   |                      |

PRECEDENTI IN REGULAR SEASON
| Regular Season 1967-68 | Dallas Chaparrals | 8 – 2 | Houston Mavericks | Referto 1 - Referto 2 - Referto 3 - Referto 4, Referto 5 - Referto 6, Referto 7 - Referto 8 - Referto 9 - Referto 10 |
| Houston Mavericks 83 Dallas Chaparrals 116 Houston Mavericks 94 Dallas Chaparrals 107 Dallas Chaparrals 102 Dallas Chaparrals 122 Houston Mavericks 110 Houston Mavericks 119 Houston Mavericks 101 Dallas Chaparrals 117 Punti 100 Dallas Chaparrals 107 Houston Mavericks 100 Dallas Chaparrals 99 Houston Mavericks 92 Houston Mavericks 96 Houston Mavericks 93 Dallas Chaparrals 122 Dallas Chaparrals 100 Dallas Chaparrals 116 Houston Mavericks |                   | |                   | |
| |                   | |                   | |
| Houston Mavericks 83 Dallas Chaparrals 116 Houston Mavericks 94 Dallas Chaparrals 107 Dallas Chaparrals 102 Dallas Chaparrals 122 Houston Mavericks 110 Houston Mavericks 119 Houston Mavericks 101 Dallas Chaparrals 117 | Punti             | 100 Dallas Chaparrals 107 Houston Mavericks 100 Dallas Chaparrals 99 Houston Mavericks 92 Houston Mavericks 96 Houston Mavericks 93 Dallas Chaparrals 122 Dallas Chaparrals 100 Dallas Chaparrals 116 Houston Mavericks |                   | |

PRECEDENTI NEI PLAYOFF
Si è trattata della prima sfida tra le due squadre ai playoff.

### Finale

#### (1) New Orleans Buccaneers - (2) Dallas Chaparrals
RISULTATO FINALE: 4-1
| New Orleans 5 aprile 1968 Gara 1 | N.O. Buccaneers | 104 – 99 referto | Dallas Chaparrals | Loyola Field House |
| D. Moe 28 Punti J. Beasley 27    |                 |                  |                   |                    |
|                                  |                 |                  |                   |                    |
| D. Moe 28                        | Punti           | J. Beasley 27    |                   |                    |

| New Orleans 9 aprile 1968 Gara 2 | N.O. Buccaneers | 109 – 112 referto | Dallas Chaparrals | Loyola Field House |
| D. Moe 30 Punti C. Beasley 31    |                 |                   |                   |                    |
|                                  |                 |                   |                   |                    |
| D. Moe 30                        | Punti           | C. Beasley 31     |                   |                    |

| Dallas 10 aprile 1968 Gara 3 | Dallas Chaparrals | 107 – 110 referto | N.O. Buccaneers | Dallas Memorial Auditorium |
| Powell 33 Punti Brown 25     |                   |                   |                 |                            |
|                              |                   |                   |                 |                            |
| Powell 33                    | Punti             | Brown 25          |                 |                            |

| Dallas 11 aprile 1968 Gara 4        | Dallas Chaparrals | 103 – 119 referto | N.O. Buccaneers | Dallas Memorial Auditorium |
| M. McHartley 26 Punti J. Branson 26 |                   |                   |                 |                            |
|                                     |                   |                   |                 |                            |
| M. McHartley 26                     | Punti             | J. Branson 26     |                 |                            |

| New Orleans 13 aprile 1968 Gara 5 | N.O. Buccaneers | 108 – 107 referto | Dallas Chaparrals | Loyola Field House |
| Brown 26 Punti Powell 27          |                 |                   |                   |                    |
|                                   |                 |                   |                   |                    |
| Brown 26                          | Punti           | Powell 27         |                   |                    |

PRECEDENTI IN REGULAR SEASON
| Regular Season 1967-68 | N.O. Buccaneers | 6 – 4 | Dallas Chaparrals | Referto 1 - Referto 2 - Referto 3 - Referto 4, Referto 5 - Referto 6, Referto 7 - Referto 8 - Referto 9 - Referto 10 |
| New Orleans Buccaneers 101 New Orleans Buccaneers 125 Dallas Chaparrals 105 Dallas Chaparrals 93 Dallas Chaparrals 113 New Orleans Buccaneers 112 New Orleans Buccaneers 112 New Orleans Buccaneers 101 (1 t.s.) Dallas Chaparrals 121 Dallas Chaparrals 90 Punti 97 Dallas Chaparrals 110 Dallas Chaparrals 109 New Orleans Buccaneers 96 New Orleans Buccaneers 101 New Orleans Buccaneers 104 Dallas Chaparrals 94 Dallas Chaparrals 102 Dallas Chaparrals 113 New Orleans Buccaneers 87 New Orleans Buccaneers |                 | |                   | |
| |                 | |                   | |
| New Orleans Buccaneers 101 New Orleans Buccaneers 125 Dallas Chaparrals 105 Dallas Chaparrals 93 Dallas Chaparrals 113 New Orleans Buccaneers 112 New Orleans Buccaneers 112 New Orleans Buccaneers 101 (1 t.s.) Dallas Chaparrals 121 Dallas Chaparrals 90 | Punti           | 97 Dallas Chaparrals 110 Dallas Chaparrals 109 New Orleans Buccaneers 96 New Orleans Buccaneers 101 New Orleans Buccaneers 104 Dallas Chaparrals 94 Dallas Chaparrals 102 Dallas Chaparrals 113 New Orleans Buccaneers 87 New Orleans Buccaneers |                   | |

PRECEDENTI NEI PLAYOFF
Si è trattata della prima sfida tra le due squadre ai playoff.

## ABA Finals 1968

### Pittsburgh Pipers - New Orleans Buccaneers
RISULTATO FINALE
|  | Pittsburgh Pipers | 4 – 3 | N.O. Buccaneers |  |

PRECEDENTI IN REGULAR SEASON
| Regular Season 1967-68 | Pittsburgh Pipers | 3 – 3 | N.O. Buccaneers | Referto 1 - Referto 2 - Referto 3 - Referto 4, Referto 5 - Referto 6 |
| Pittsburgh Pipers 99 Pittsburgh Pipers 95 New Orleans Buccaneers 106 Pittsburgh Pipers 132 Pittsburgh Pipers 129 New Orleans Buccaneers 116 Punti 128 New Orleans Buccaneers 94 New Orleans Buccaneers 99 Pittsburgh Pipers 126 New Orleans Buccaneers 121 New Orleans Buccaneers 114 Pittsburgh Pipers |                   | |                 |                                                                      |
| |                   | |                 |                                                                      |
| Pittsburgh Pipers 99 Pittsburgh Pipers 95 New Orleans Buccaneers 106 Pittsburgh Pipers 132 Pittsburgh Pipers 129 New Orleans Buccaneers 116 | Punti             | 128 New Orleans Buccaneers 94 New Orleans Buccaneers 99 Pittsburgh Pipers 126 New Orleans Buccaneers 121 New Orleans Buccaneers 114 Pittsburgh Pipers |                 |                                                                      |

PRECEDENTI NEI PLAYOFF

Si è trattata della prima sfida tra le due squadre ai playoff.

#### Roster
| \| Pos. \| Num. \| Naz. \| Nome \| Altezza \| Peso \| Data nascita \| Provenienza \| \| ---- \| ----- \| ---- \| ------------------- \| ------- \| ------ \| ------------ \| ------------------------------ \| \| C \| 13 \| \| Dill, Craig \| 211 cm \| 98 kg \| 17-12-1944 \| Michigan \| \| G \| 20 \| \| Graham, Calvin \| 188 cm \| 88 kg \| 07-06-1944 \| Gannon University \| \| A \| 30 \| \| Harge, Ira \| 206 cm \| 102 kg \| 14-03-1941 \| New Mexico \| \| A/C \| 42 \| \| Hawkins, Connie \| 203 cm \| 95 kg \| 17-07-1942 \| Iowa \| \| G/AP \| 12 \| \| Heyman, Art \| 196 cm \| 93 kg \| 24-06-1941 \| Duke \| \| A \| 12 \| \| Hogsett, Bob \| 201 cm \| 104 kg \| 29-01-1941 \| Tennessee \| \| G \| 20 \| \| Jarvis, Jim \| 185 cm \| 79 kg \| 03-03-1943 \| Oregon State \| \| G \| 14 \| \| Kelly, Arvesta \| 188 cm \| 79 kg \| 20-11-1945 \| Lincoln University of Missouri \| \| A \| 40 \| \| Kerwin, Tom \| 201 cm \| 95 kg \| 19-07-1944 \| Centenary (LA) \| \| G \| 25 \| \| Leibowitz, Barry \| 188 cm \| 82 kg \| 10-09-1945 \| Long Island University \| \| G \| 22 \| \| Meyer, Bill \| 191 cm \| 88 kg \| 30-08-1943 \| Hiram College \| \| A \| 45-50 \| \| Parks, Richard \| 201 cm \| 107 kg \| 28-10-1943 \| Saint Louis \| \| A \| 30 \| \| Porter, Willie \| 201 cm \| 93 kg \| 03-07-1942 \| Tennessee State \| \| A \| \| \| Postley, John \| 196 cm \| 100 kg \| 30-05-1940 \| Bethune-Cookman College \| \| G \| 45 \| \| Turner, Herschell \| 188 cm \| 88 kg \| 29-03-1938 \| Nebraska \| \| G \| 22 \| \| Vacendak, Stephen \| 185 cm \| 84 kg \| 15-08-1944 \| Duke \| \| G \| 10 \| \| Vaughn, Chico \| 188 cm \| 86 kg \| 19-02-1940 \| Southern Illinois \| \| A/C \| 32 \| \| Washington, Trooper \| 201 cm \| 98 kg \| 21-04-1944 \| Cheyney (PA) \| \| A \| 14 \| \| Westbrook, Dexter \| 203 cm \| 86 kg \| 05-09-1943 \| Providence \| \| G \| 44 \| \| Williams, Charles \| 183 cm \| 75 kg \| 05-09-1943 \| Seattle University \| \| A \| 24 \| \| Wright, Leroy \| 206 cm \| 98 kg \| 06-05-1938 \| Pacific \| | Allenatore - Vince Cazzetta Legenda - (C) Capitano - (FA) Free agent - (S) Sospeso - (TW) Contratto Two-way - (GL) Assegnato a squadra G League affiliata - Infortunato Roster |                        |                     |         |        |              |                                |
| Pos. | Num. | Naz.                   | Nome                | Altezza | Peso   | Data nascita | Provenienza                    |
| C | 13 | Stati Uniti (bandiera) | Dill, Craig         | 211 cm  | 98 kg  | 17-12-1944   | Michigan                       |
| G | 20 | Stati Uniti (bandiera) | Graham, Calvin      | 188 cm  | 88 kg  | 07-06-1944   | Gannon University              |
| A | 30 | Stati Uniti (bandiera) | Harge, Ira          | 206 cm  | 102 kg | 14-03-1941   | New Mexico                     |
| A/C | 42 | Stati Uniti (bandiera) | Hawkins, Connie     | 203 cm  | 95 kg  | 17-07-1942   | Iowa                           |
| G/AP | 12 | Stati Uniti (bandiera) | Heyman, Art         | 196 cm  | 93 kg  | 24-06-1941   | Duke                           |
| A | 12 | Stati Uniti (bandiera) | Hogsett, Bob        | 201 cm  | 104 kg | 29-01-1941   | Tennessee                      |
| G | 20 | Stati Uniti (bandiera) | Jarvis, Jim         | 185 cm  | 79 kg  | 03-03-1943   | Oregon State                   |
| G | 14 | Stati Uniti (bandiera) | Kelly, Arvesta      | 188 cm  | 79 kg  | 20-11-1945   | Lincoln University of Missouri |
| A | 40 | Stati Uniti (bandiera) | Kerwin, Tom         | 201 cm  | 95 kg  | 19-07-1944   | Centenary (LA)                 |
| G | 25 | Stati Uniti (bandiera) | Leibowitz, Barry    | 188 cm  | 82 kg  | 10-09-1945   | Long Island University         |
| G | 22 | Stati Uniti (bandiera) | Meyer, Bill         | 191 cm  | 88 kg  | 30-08-1943   | Hiram College                  |
| A | 45-50 | Stati Uniti (bandiera) | Parks, Richard      | 201 cm  | 107 kg | 28-10-1943   | Saint Louis                    |
| A | 30 | Stati Uniti (bandiera) | Porter, Willie      | 201 cm  | 93 kg  | 03-07-1942   | Tennessee State                |
| A | | Stati Uniti (bandiera) | Postley, John       | 196 cm  | 100 kg | 30-05-1940   | Bethune-Cookman College        |
| G | 45 | Stati Uniti (bandiera) | Turner, Herschell   | 188 cm  | 88 kg  | 29-03-1938   | Nebraska                       |
| G | 22 | Stati Uniti (bandiera) | Vacendak, Stephen   | 185 cm  | 84 kg  | 15-08-1944   | Duke                           |
| G | 10 | Stati Uniti (bandiera) | Vaughn, Chico       | 188 cm  | 86 kg  | 19-02-1940   | Southern Illinois              |
| A/C | 32 | Stati Uniti (bandiera) | Washington, Trooper | 201 cm  | 98 kg  | 21-04-1944   | Cheyney (PA)                   |
| A | 14 | Stati Uniti (bandiera) | Westbrook, Dexter   | 203 cm  | 86 kg  | 05-09-1943   | Providence                     |
| G | 44 | Stati Uniti (bandiera) | Williams, Charles   | 183 cm  | 75 kg  | 05-09-1943   | Seattle University             |
| A | 24 | Stati Uniti (bandiera) | Wright, Leroy       | 206 cm  | 98 kg  | 06-05-1938   | Pacific                        |

| \| Pos. \| Num. \| Naz. \| Nome \| Altezza \| Peso \| Data nascita \| Provenienza \| \| ---- \| ---- \| ---- \| ---------------- \| ------- \| ------ \| ------------ \| -------------------------------- \| \| A \| 24 \| \| Branson, Jesse \| 201 cm \| 88 kg \| 07-01-1942 \| Elon \| \| G \| 11 \| \| Brown, Larry \| 175 cm \| 73 kg \| 14-09-1940 \| North Carolina \| \| A \| 23 \| \| Comeaux, John \| 196 cm \| 88 kg \| 15-09-1943 \| Grambling State University \| \| C \| 31 \| \| Dickson, John \| 208 cm \| 109 kg \| 18-11-1945 \| Arkansas State \| \| A/C \| 25 \| \| Govan, Gerald \| 208 cm \| 100 kg \| 02-01-1942 \| Saint Mary of the Plains College \| \| G/AP \| 15 \| \| Jones, Jimmy \| 193 cm \| 85 kg \| 01-01-1945 \| Grambling State University \| \| G \| 22 \| \| Mitchell, Leland \| 193 cm \| 95 kg \| 22-02-1941 \| Mississippi State \| \| G/AP \| 34 \| \| Moe, Doug \| 196 cm \| 98 kg \| 21-09-1938 \| North Carolina \| \| G/AP \| 32 \| \| Moreland, Jackie \| 201 cm \| 98 kg \| 11-03-1938 \| Louisiana Tech \| \| G \| 12 \| \| Pradd, Marlbert \| 191 cm \| 77 kg \| 17-11-1944 \| Dillard University \| \| A/C \| 21 \| \| Robbins, Red \| 203 cm \| 86 kg \| 30-09-1944 \| Tennessee \| \| G \| 14 \| \| Stroud, Red \| 183 cm \| 73 kg \| 02-05-1941 \| Mississippi State \| \| G/AP \| 23 \| \| Widby, Ron \| 193 cm \| 95 kg \| 09-03-1945 \| Tennessee \| | Allenatore - Babe McCarthy Legenda - (C) Capitano - (FA) Free agent - (S) Sospeso - (TW) Contratto Two-way - (GL) Assegnato a squadra G League affiliata - Infortunato Roster |                        |                  |         |        |              |                                  |
| Pos. | Num. | Naz.                   | Nome             | Altezza | Peso   | Data nascita | Provenienza                      |
| A | 24 | Stati Uniti (bandiera) | Branson, Jesse   | 201 cm  | 88 kg  | 07-01-1942   | Elon                             |
| G | 11 | Stati Uniti (bandiera) | Brown, Larry     | 175 cm  | 73 kg  | 14-09-1940   | North Carolina                   |
| A | 23 | Stati Uniti (bandiera) | Comeaux, John    | 196 cm  | 88 kg  | 15-09-1943   | Grambling State University       |
| C | 31 | Stati Uniti (bandiera) | Dickson, John    | 208 cm  | 109 kg | 18-11-1945   | Arkansas State                   |
| A/C | 25 | Stati Uniti (bandiera) | Govan, Gerald    | 208 cm  | 100 kg | 02-01-1942   | Saint Mary of the Plains College |
| G/AP | 15 | Stati Uniti (bandiera) | Jones, Jimmy     | 193 cm  | 85 kg  | 01-01-1945   | Grambling State University       |
| G | 22 | Stati Uniti (bandiera) | Mitchell, Leland | 193 cm  | 95 kg  | 22-02-1941   | Mississippi State                |
| G/AP | 34 | Stati Uniti (bandiera) | Moe, Doug        | 196 cm  | 98 kg  | 21-09-1938   | North Carolina                   |
| G/AP | 32 | Stati Uniti (bandiera) | Moreland, Jackie | 201 cm  | 98 kg  | 11-03-1938   | Louisiana Tech                   |
| G | 12 | Stati Uniti (bandiera) | Pradd, Marlbert  | 191 cm  | 77 kg  | 17-11-1944   | Dillard University               |
| A/C | 21 | Stati Uniti (bandiera) | Robbins, Red     | 203 cm  | 86 kg  | 30-09-1944   | Tennessee                        |
| G | 14 | Stati Uniti (bandiera) | Stroud, Red      | 183 cm  | 73 kg  | 02-05-1941   | Mississippi State                |
| G/AP | 23 | Stati Uniti (bandiera) | Widby, Ron       | 193 cm  | 95 kg  | 09-03-1945   | Tennessee                        |

#### Risultati
| Pittsburgh 18 aprile 1968 Gara 1 | Pittsburgh Pipers | 120 – 112 referto                                           | N.O. Buccaneers | Pittsburgh Civic Arena |
| \| \| \| \| \| C. Hawkins 39 \| Punti \| R. Robbins 41 \| \| T. Washington, L. Wright 11 \| Rimbalzi \| R. Robbins 23 \| \| Hawkins, Heyman, Jarvis, Porter, Vaughn, Washington, Williams, Wright \| Formazioni \| Branson, Brown, Govan, Jones, Moe, Moreland, Robbins, Widby \| |                   |                                                             |                 |                        |
| |                   |                                                             |                 |                        |
| C. Hawkins 39 | Punti             | R. Robbins 41                                               |                 |                        |
| T. Washington, L. Wright 11 | Rimbalzi          | R. Robbins 23                                               |                 |                        |
| Hawkins, Heyman, Jarvis, Porter, Vaughn, Washington, Williams, Wright | Formazioni        | Branson, Brown, Govan, Jones, Moe, Moreland, Robbins, Widby |                 |                        |

| Pittsburgh 20 aprile 1968 Gara 2 | Pittsburgh Pipers | 100 – 109 referto                                            | N.O. Buccaneers | Pittsburgh Civic Arena |
| \| \| \| \| \| C. Vaughn 27 \| Punti \| L. Brown 28 \| \| T. Washington 17 \| Rimbalzi \| R. Robbins 23 \| \| Hawkins, Heyman, Vaughn, Washington, Williams (Jarvis, Kelly, Porter, Vacendak, Wright) \| Formazioni \| Brown, Jones, Moe, Moreland, Robbins (Branson, Govan, Widby) \| |                   |                                                              |                 |                        |
| |                   |                                                              |                 |                        |
| C. Vaughn 27 | Punti             | L. Brown 28                                                  |                 |                        |
| T. Washington 17 | Rimbalzi          | R. Robbins 23                                                |                 |                        |
| Hawkins, Heyman, Vaughn, Washington, Williams (Jarvis, Kelly, Porter, Vacendak, Wright) | Formazioni        | Brown, Jones, Moe, Moreland, Robbins (Branson, Govan, Widby) |                 |                        |

| New Orleans 24 aprile 1968 Gara 3 | N.O. Buccaneers | 109 – 101 referto                                                               | Pittsburgh Pipers | Loyola Field House |
| \| \| \| \| \| R. Robbins 30 \| Punti \| C. Vaughn 27 \| \| R. Robbins 22 \| Rimbalzi \| T. Washington 14 \| \| Branson, Brown, Govan, Jones, Moe, Moreland, Robbins \| Formazioni \| Hawkins, Heyman, Jarvis, Porter, Vacendak, Vaughn, Washington, Williams, Wright \| |                 |                                                                                 |                   |                    |
| |                 |                                                                                 |                   |                    |
| R. Robbins 30 | Punti           | C. Vaughn 27                                                                    |                   |                    |
| R. Robbins 22 | Rimbalzi        | T. Washington 14                                                                |                   |                    |
| Branson, Brown, Govan, Jones, Moe, Moreland, Robbins | Formazioni      | Hawkins, Heyman, Jarvis, Porter, Vacendak, Vaughn, Washington, Williams, Wright |                   |                    |

| New Orleans 25 aprile 1968 Gara 4 | N.O. Buccaneers | 105 – 106 (d.1t.s.) referto                                                   | Pittsburgh Pipers | Loyola Field House |
| \| \| \| \| \| J. Jones 23 \| Punti \| C. Hawkins 47 \| \| R. Robbins 10 \| Rimbalzi \| T. Washington 25 \| \| Branson, Brown, Govan, Jones, Moe, Moreland, Robbins \| Formazioni \| Dill, Hawkins, Heyman, Jarvis, Porter, Vacendak, Vaughn, Washington, Williams \| |                 |                                                                               |                   |                    |
| |                 |                                                                               |                   |                    |
| J. Jones 23 | Punti           | C. Hawkins 47                                                                 |                   |                    |
| R. Robbins 10 | Rimbalzi        | T. Washington 25                                                              |                   |                    |
| Branson, Brown, Govan, Jones, Moe, Moreland, Robbins | Formazioni      | Dill, Hawkins, Heyman, Jarvis, Porter, Vacendak, Vaughn, Washington, Williams |                   |                    |

| Pittsburgh 27 aprile 1968 Gara 5 | Pittsburgh Pipers | 108 – 111 referto                                                     | N.O. Buccaneers | Pittsburgh Civic Arena |
| \| \| \| \| \| C. Williams 29 \| Punti \| D. Moe 31 \| \| Dill, Heyman, Jarvis, Kelly, Parks, Porter, Vacendak, Vaughn, Washington, Williams, Wright \| Formazioni \| Branson, Brown, Govan, Jones, Mitchell, Moe, Moreland, Robbins, Widby \| |                   |                                                                       |                 |                        |
| |                   |                                                                       |                 |                        |
| C. Williams 29 | Punti             | D. Moe 31                                                             |                 |                        |
| Dill, Heyman, Jarvis, Kelly, Parks, Porter, Vacendak, Vaughn, Washington, Williams, Wright | Formazioni        | Branson, Brown, Govan, Jones, Mitchell, Moe, Moreland, Robbins, Widby |                 |                        |

| New Orleans 1 maggio 1968 Gara 6 | N.O. Buccaneers | 112 – 118 referto                                                     | Pittsburgh Pipers | Loyola Field House |
| \| \| \| \| \| D. Moe 25 \| Punti \| C. Hawkins 41 \| \| R. Robbins 11 \| Rimbalzi \| T. Washington 16 \| \| Branson, Brown, Govan, Jones, Mitchell, Moe, Moreland, Robbins, Widby \| Formazioni \| Hawkins, Heyman, Jarvis, Porter, Vaughn, Washington, Williams, Wright \| |                 |                                                                       |                   |                    |
| |                 |                                                                       |                   |                    |
| D. Moe 25 | Punti           | C. Hawkins 41                                                         |                   |                    |
| R. Robbins 11 | Rimbalzi        | T. Washington 16                                                      |                   |                    |
| Branson, Brown, Govan, Jones, Mitchell, Moe, Moreland, Robbins, Widby | Formazioni      | Hawkins, Heyman, Jarvis, Porter, Vaughn, Washington, Williams, Wright |                   |                    |

| Pittsburgh 4 maggio 1968 Gara 7 | Pittsburgh Pipers | 122 – 113 referto                                           | N.O. Buccaneers | Pittsburgh Civic Arena |
| \| \| \| \| \| C. Williams 35 \| Punti \| D. Moe 28 \| \| T. Washington 14 \| Rimbalzi \| R. Robbins 13 \| \| Hawkins, Heyman, Jarvis, Porter, Vaughn, Washington, Williams, Wright \| Formazioni \| Branson, Brown, Govan, Jones, Moe, Moreland, Pradd, Robbins \| |                   |                                                             |                 |                        |
| |                   |                                                             |                 |                        |
| C. Williams 35 | Punti             | D. Moe 28                                                   |                 |                        |
| T. Washington 14 | Rimbalzi          | R. Robbins 13                                               |                 |                        |
| Hawkins, Heyman, Jarvis, Porter, Vaughn, Washington, Williams, Wright | Formazioni        | Branson, Brown, Govan, Jones, Moe, Moreland, Pradd, Robbins |                 |                        |

| Campione ABA 1968             |
| ----------------------------- |
| Pittsburgh Pipers (1º titolo) |

#### Hall of famer
| ABA Finals | Atleta         | Squadra           | Anno |            |
| ---------- | -------------- | ----------------- | ---- | ---------- |
| Giocatore  | Connie Hawkins | Pittsburgh Pipers | 1992 | Giocatore  |
| Giocatore  | Larry Brown    | N.O. Buccaneers   | 2002 | Allenatore |

#### MVP delle Finali
- #42 Connie Hawkins, Pittsburgh Pipers.

## Squadra vincitrice

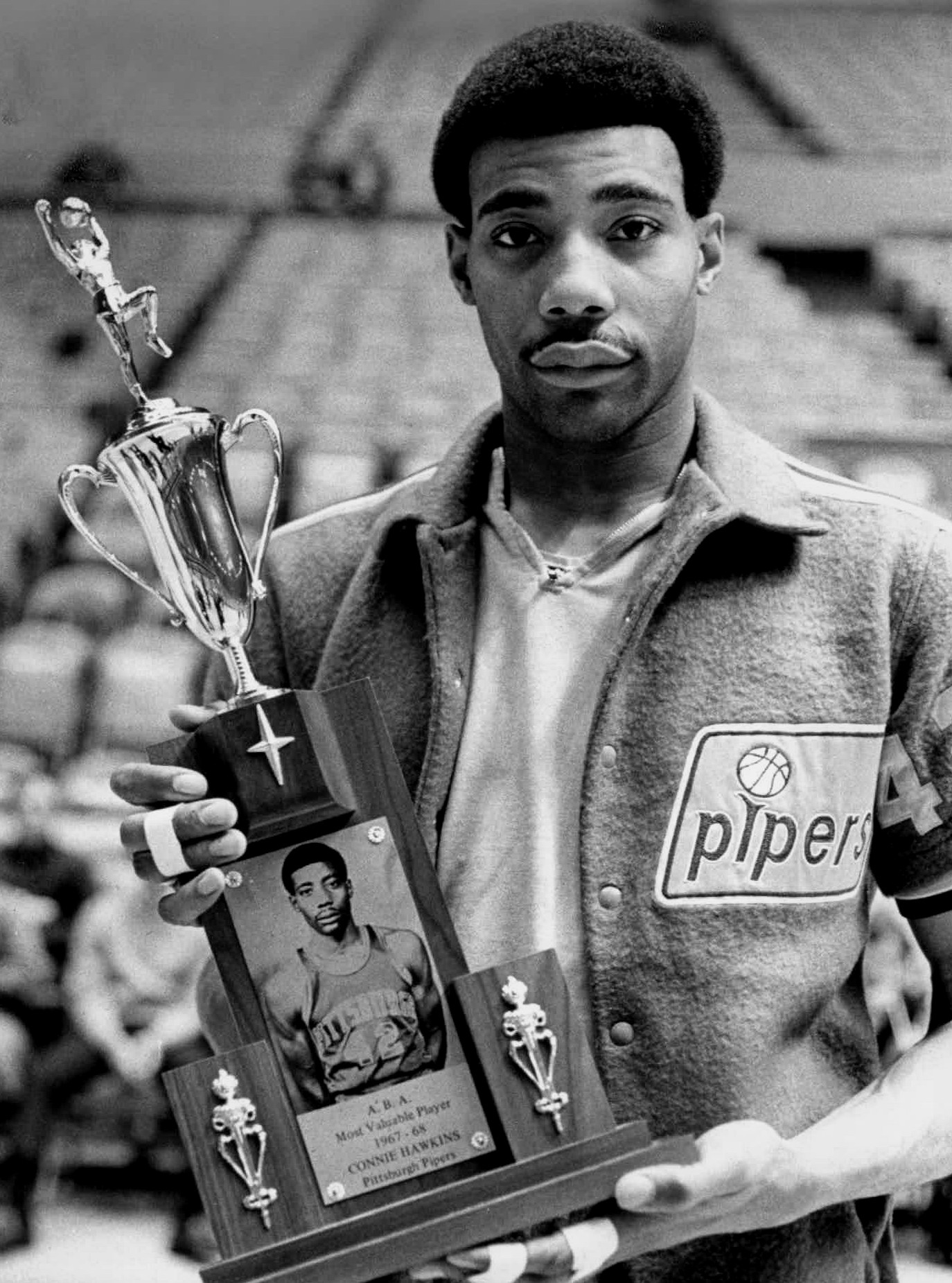
1. 42 Connie Hawkins, Pittsburgh Pipers.

| N°    | Naz.                   | Ruolo | Sportivo           |  | Alt. |  |
| ----- | ---------------------- | ----- | ------------------ |  | ---- |  |
| 10    | Stati Uniti (bandiera) | G     | Chico Vaughn       |  | 188  |  |
| 12    | Stati Uniti (bandiera) | AP    | Art Heyman         |  | 196  |  |
| 13    | Stati Uniti (bandiera) | C     | Craig Dill         |  | 212  |  |
| 14    | Stati Uniti (bandiera) | G     | Arvesta Kelly      |  | 188  |  |
| 20    | Stati Uniti (bandiera) | P     | Jim Jarvis         |  | 185  |  |
| 30    | Stati Uniti (bandiera) | AP    | Willie Porter      |  | 201  |  |
| 22    | Stati Uniti (bandiera) | G     | Stephen Vacendak   |  | 185  |  |
| 24    | Stati Uniti (bandiera) | AG    | Leroy Wright       |  | 206  |  |
| 32    | Stati Uniti (bandiera) | AG    | Trooper Washington |  | 201  |  |
| 42    | Stati Uniti (bandiera) | C     | Connie Hawkins     |  | 205  |  |
| 44    | Stati Uniti (bandiera) | P     | Charlie Williams   |  | 184  |  |
| 45-50 | Stati Uniti (bandiera) | AG    | Rich Parks         |  | 201  |  |
|       | Stati Uniti (bandiera) | All.  | Vince Cazzetta     |  |      |  |

## Statistiche
Aggiornate al 17 gennaio 2022.
| Categoria | Giocatore          | Squadra           | Media | PG |
| --------- | ------------------ | ----------------- | ----- | -- |
| Punti     | Connie Hawkins     | Pittsburgh Pipers | 29,9  | 14 |
| Rimbalzi  | Trooper Washington | Pittsburgh Pipers | 17,4  | 14 |
| Assist    | Larry Brown        | N.O. Buccaneers   | 7,6   | 17 |